# Картоев, Джабраил Дабиевич
Джабраи́л Даби́евич (Диби́евич) Карто́ев (Корто́ев; 25 декабря 1907, Барсуки, Терская область — 1981) — гвардии подполковник, участник Великой Отечественной войны, военный комиссар штаба 114-й Чечено-Ингушской кавалерийской дивизии, начальник разведывательного отдела 13-го гвардейского стрелкового корпуса, правозащитник.

## Биография
Родился в селе Крепость Назрановского округа Терской области. В 1923 году окончил 5-классную школу в Назрани, а в 1927 году — среднюю школу во Владикавказе. В 1923 году вступил в ВЛКСМ. В мае 1928 года Картоев был назначен начальником уголовного розыска Веденского округа Чеченской автономной области. В октябре 1929 года Картоев стал красноармейцем кавалерийского полка, дислоцирующегося во Владикавказе. В этом полку Картоев прослужил четыре года и дослужился до командира национального кавалерийского взвода.
В 1930 году Картоев вступил в ВКП(Б). В 1931—1933 годах одновременно со службой работал в Ингушском областном управлении милиции помощником начальника политической инспекции. Затем был переведён в станцию Лазоревскую (Азово-Черноморский край), где стал начальником оперативного отдела. Через год Картоев был переведён в Каменск (Азово-Черноморский край), где стал заместителем начальника военно-химического завода. С января 1935 года Картоев директор пивоваренного завода в Грозном. В 1937 году с отличием окончил Ленинградский институт повышения квалификации и переподготовки руководящих и инженерно-технических работников лёгкой промышленности. В 1940 году стал директором химического завода в Грозном, в 1941 году — управляющим городским промышленным комбинатом. Одновременно он окончил философский факультет университета марксизма-ленинизма в Грозном.

### Великая Отечественная война
После начала Великой Отечественной войны Картоев стал слушателем курсов по переподготовке командного состава запаса в Буйнакске. В августе 1941 году был направлен в Военно-политическом училище в Ростове-на-Дону. В ноябре 1941 года в Грозном началось формирование 114-й Чечено-Ингушской кавалерийской дивизии. Картоев был назначен старшим инструктором по организационно-партийной работе политотдела дивизии. В марте следующего года стал старшим политруком 115-й Кабардино-Балкарской кавалерийской дивизии. В октябре того же года после расформирования дивизии стал начальником штаба 561-го полка 91-й стрелковой дивизии по разведке, а позже — начальником штаба полка.
В марте — августе 1943 года Картоев воевал сражался на Южном фронте в составе 51-й армии. Учился на курсах «Выстрел». 1 ноября 1943 года, будучи начальником разведывательного отдела 346-й Дебальцевской дивизии, Картоев во главе отряда из 87 человек, форсировал Сиваш. Отряд ворвался во вражеские окопы и захватил пленных. Затем, воспользовавшись растерянностью противника, отряд захватил три населённых пункта (Биюк-Кимат, Ашкадан, Хаджи-Булат), роту солдат вермахта, ценные документы, три тысячи голов крупного рогатого скота, 20 тысяч овец, несколько офицеров, среди которых оказался начальник оперативного отдела 336-й пехотной дивизии. За эту операцию Картоев был представлен к званию Героя Советского Союза. Но решением командующего 4-м Украинским фронтом генерала Толбухина вместо звезды Героя Картоев был награждён Орденом Отечественной войны I степени.
В июле 1944 года 51-я армия была переведена в состав 1-го Прибалтийского фронта. Здесь Картоев участвовал в боях по освобождению Шяуляя и штурме Кёнигсберга. Во время боёв в Восточной Пруссии под личным руководством Картоева разведорганами корпуса было захвачено более 1600 пленных. 14 мая 1944 года Картоев был контужен и получил тяжёлое осколочное ранение в голову.

### Послевоенный период

#### В Средней Азии
После окончания войны Картоев служил в Смоленском военном округе и проживал в Брянске. В январе 1946 года он увольняется в запас. В июне 1946 года Картоев стал директором ликёро-водочного завода в городе Фрунзе. Тогда же он получил право воссоединиться с семьёй и к нему переехали его жена и два сына, находившиеся в депортации в Казахстане. Пользуясь своим положением, Картоев помогал своим землякам, из-за депортации оказавшимся в тяжёлом положении. Его стараниями были трудоустроены более 90 чеченцев и ингушей.
За годы его руководства завод был почти полностью реконструирован. Большая часть тяжёлых работ была механизирована, широко внедрялась автоматизация производственных процессов. Им было сделано изобретение, которое называлось «Способ измерения объёма жидкостей и мерник для его осуществления». Картоев был отмечен значком «Отличник МППТ СССР» и несколькими грамотами Президиума Верховного Совета Киргизской ССР. Кроме того, Картоев был членом райкома КПСС, заседателем районного суда и депутатом районного Совета. В 1949 году окончил Киргизский университет марксизма-ленинизма и стал дипломированным историком. В 1960-х годах учился в Алма-Атинском филиале Всесоюзного заочного института пищевой промышленности на инженерно-экономическом факультете.

#### На Кавказе
В 1962 году Картоев вышел на пенсию и вернулся на Родину. Но в 1966 году он был назначен директором Червлённского винзавода. Предприятие под его руководством стало высокоэффективным, регулярно перевыполняло государственные планы. В 1969 году он снова ушёл на заслуженный отдых.
В 1970-х годах активизация борьбы ингушей за свою территориальную реабилитацию выдвинула Картоева в число лидеров этого движения. В апреле 1972 года группа из 27 ингушских коммунистов написала 75-страничное письмо в ЦК КПСС. В письме перечислялись многочисленные факты дискриминации ингушей в Северной Осетии. В частности, ингушей, проживающих не в Орджоникидзе, не принимали на работу на предприятия города. В то же время, представителей неингушского населения возили на работу из отдалённых аулов. В школах не преподавали ингушский язык. Ингушским сёлам были присвоены осетинские названия. На ингушей налагались ограничения в выборе места жительства, им отказывали в праве на строительство или куплю домов и т. д..
В декабре 1972 года несколько ингушских коммунистов, которых возглавлял Картоев, написала письмо в ЦК КПСС на 80 страницах, в котором поднимала вопросы защиты прав ингушей. На пути в Москву эту группу сняли с поезда и арестовали без санкции прокурора, требуя отказаться от поездки. Тем не менее, инициативной группе удалось добраться до столицы. В Москве их встретил помощник секретаря ЦК КПСС Евгений Разумов, который заявил ходокам, что их требования расходятся с линией партии.
16 января 1973 года начался митинг в Грозном, на котором ингуши требовали своей реабилитации. В митинге участвовало 15 тысяч человек. За время митинга не было ни одного факта нарушения общественного порядка и ни одного антигосударственного высказывания. Провокаторов, пытавшихся дезорганизовать митинг, останавливали сами митингующие, которые создали для этой цели собственную службу охраны правопорядка. Но власть не собиралась идти на диалог и потому на третий день митинг был разогнан.
Квартира Картоева в Грозном стала общественной приёмной. Сам Картоев стал неформальным лидером ингушей и их национальным героем. 30 сентября 1973 года он был арестован и впоследствии осуждён на 13 лет заключения с конфискацией имущества и лишением наград по сфабрикованному делу «за спекуляцию валютой». Власти распространяли о нём нелепые слухи с целью его дискредитации. После семи с половиной лет заключения он был освобождён по состоянию здоровья. Через полгода после освобождения он скончался из-за тяжёлой болезни.

## Награды
- Два ордена Красного Знамении (1944,1945);
- Орден Отечественной войны I степени (1943);
- Орден Отечественной войны II степени (1944);
- Орден Красной Звезды (1943);
- Медаль «За боевые заслуги»;
- Медаль «За оборону Кавказа»;
- Медаль «За оборону Сталинграда»;
- Медаль «За взятие Кёнигсберга»;
- Медаль «За победу над Германией в Великой Отечественной войне 1941—1945 гг.»;

и другие.
В 2002 году Картоев был удостоен высшей награды Республики Ингушетия — ордена «За заслуги» (посмертно).

## Память
- В честь Картоева названы улицы в нескольких городах и сёлах Ингушетии (например, центральная улица Назрани)[3][5].
- Имя Картоева выбито на мемориале памяти и славы в Назрани[3][5].
- В 2016 году имя Картоева было присвоено одной из улиц Дзержинского района Волгограда[3][5].